# Cirriphyllum tommasinii
Cirriphyllum tommasinii är en bladmossart som beskrevs av Abel Joel Grout 1898. Cirriphyllum tommasinii ingår i släktet hårgräsmossor, och familjen Brachytheciaceae. Inga underarter finns listade i Catalogue of Life.

## Bildgalleri

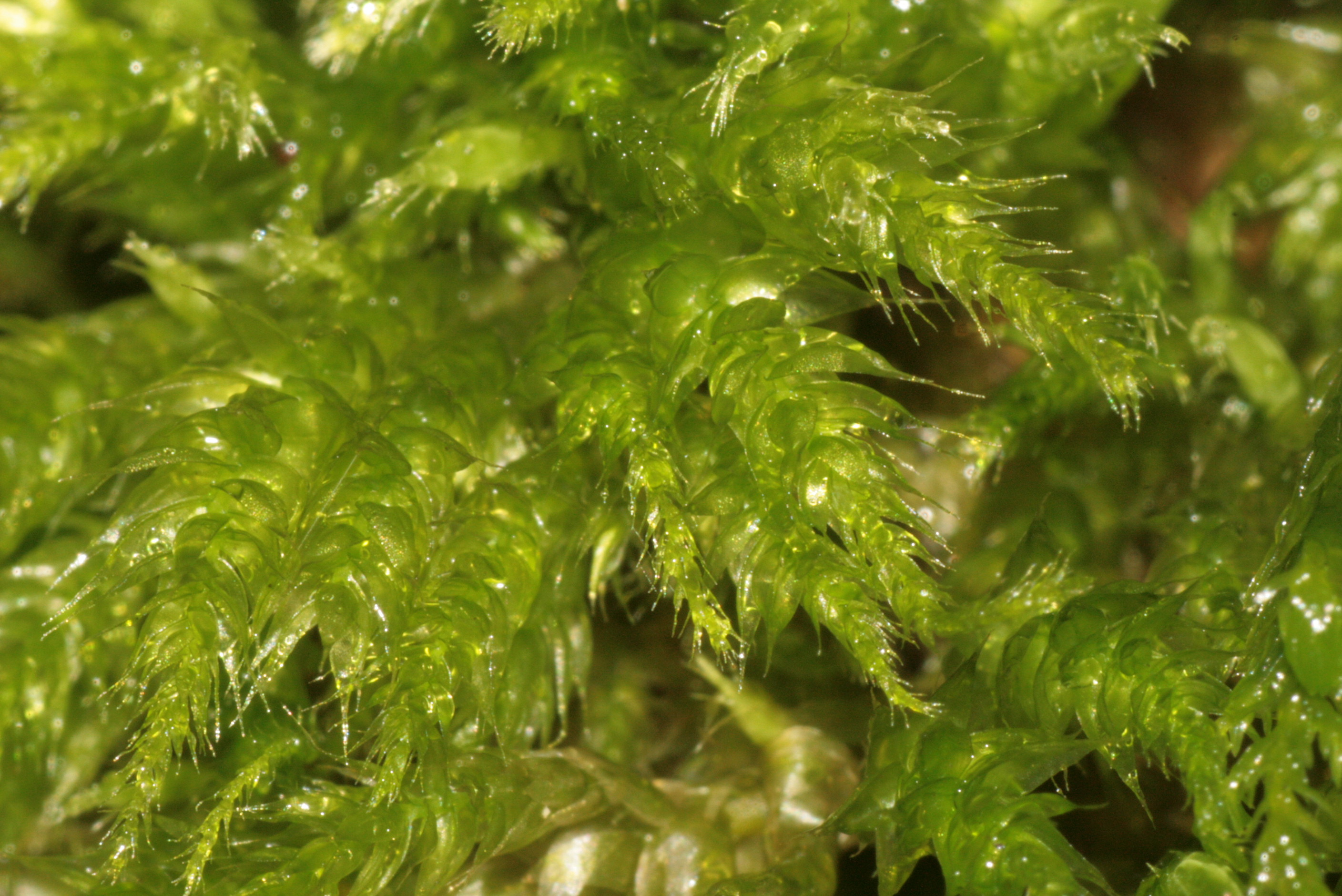
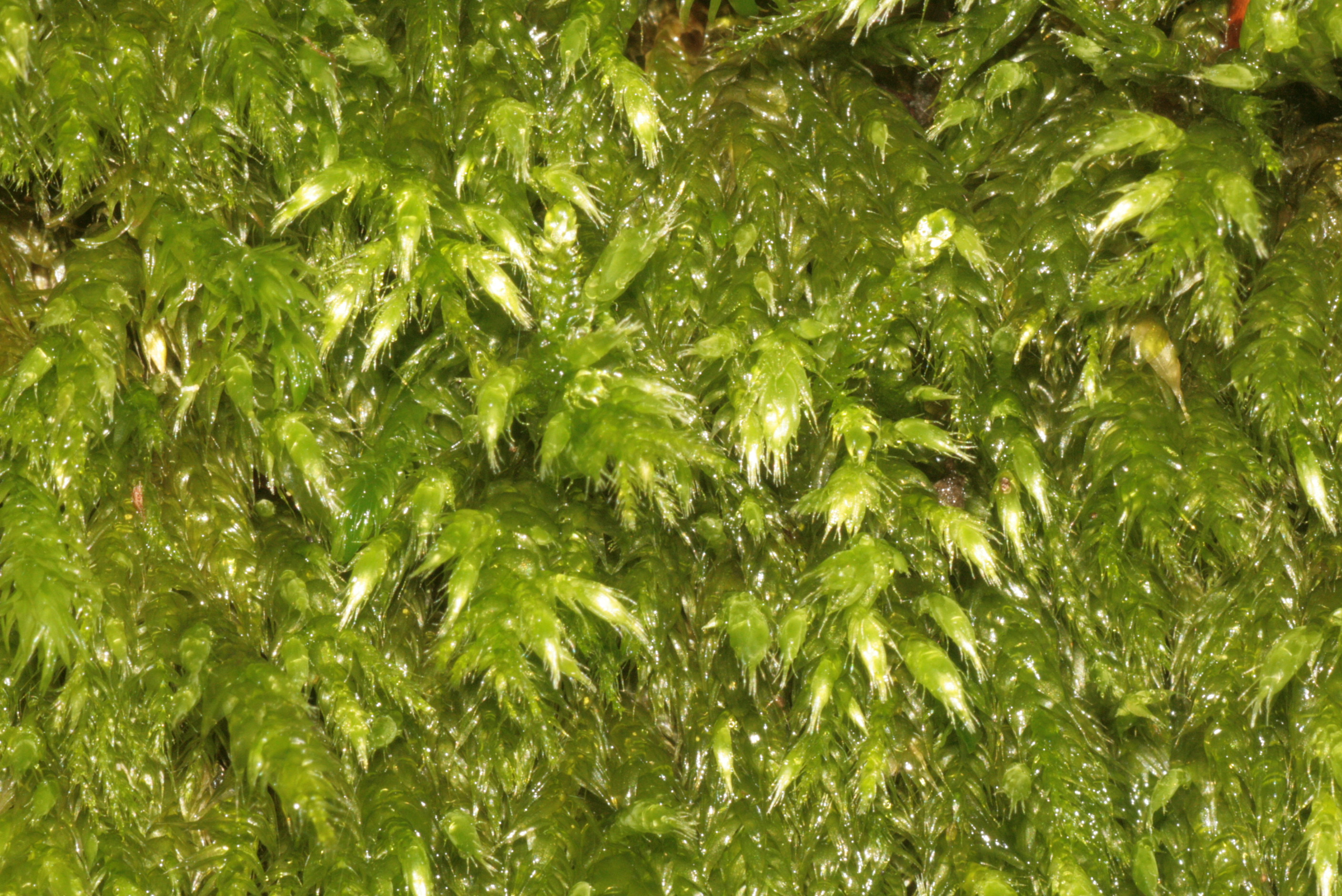
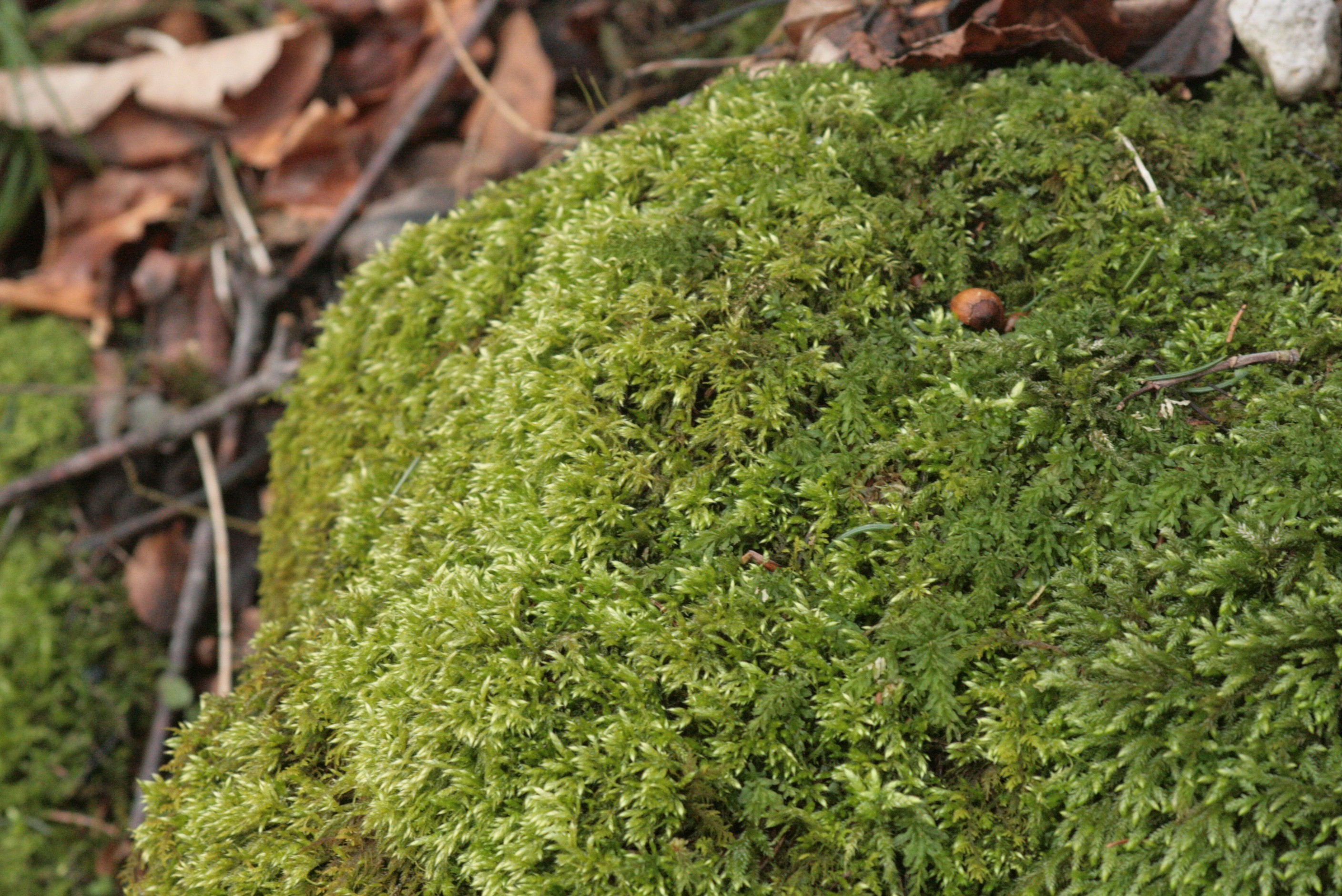
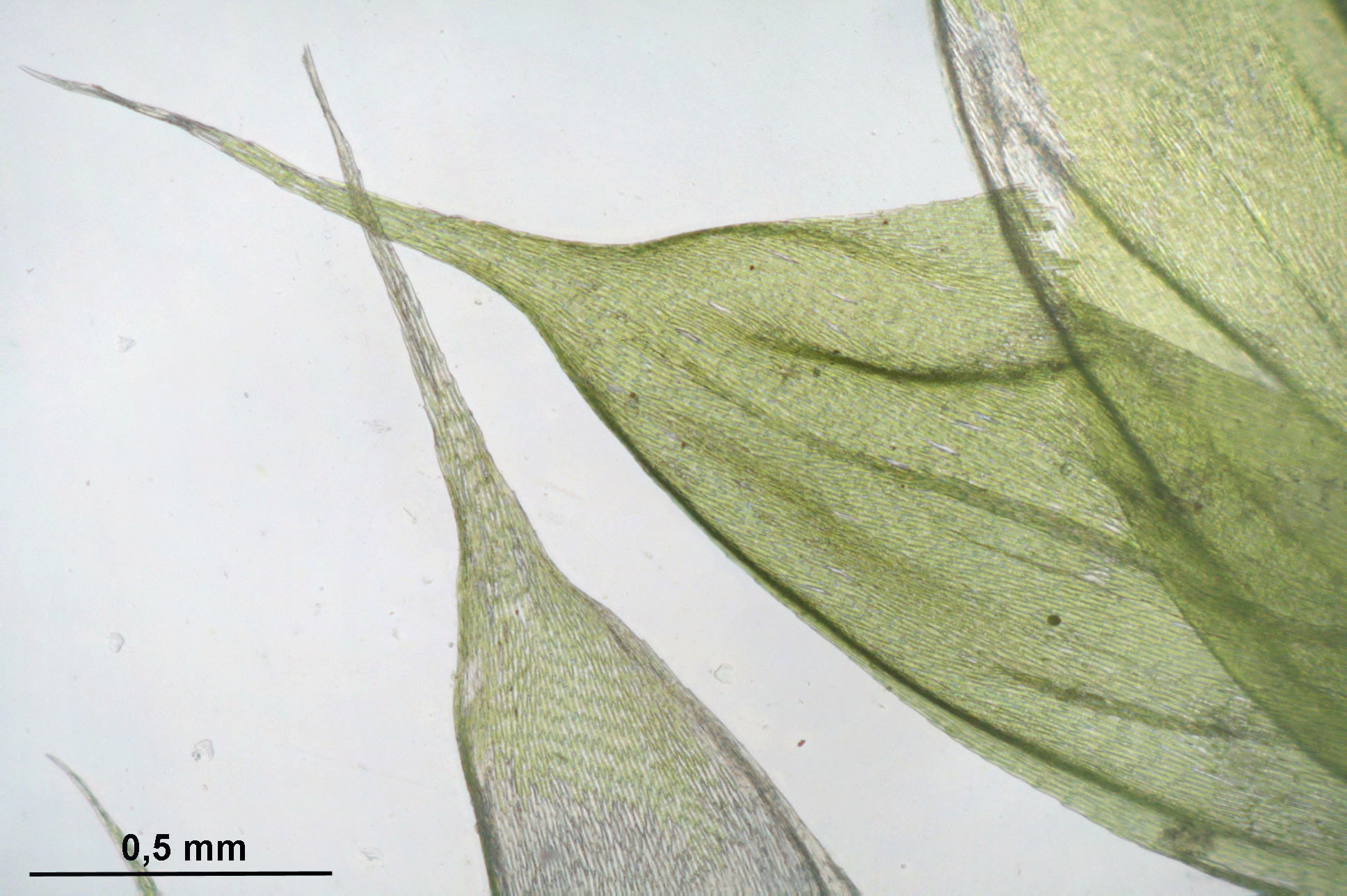